# Cabecera de Cañada
Cabecera de Cañada är en ort i Mexiko.   Den ligger i kommunen Santiago Yosondúa och delstaten Oaxaca, i den sydöstra delen av landet, 300 km sydost om huvudstaden Mexico City. Cabecera de Cañada ligger 2 319 meter över havet och antalet invånare är 333.
Terrängen runt Cabecera de Cañada är bergig åt sydost, men åt nordväst är den kuperad. Runt Cabecera de Cañada är det glesbefolkat, med 17 invånare per kvadratkilometer. Närmaste större samhälle är Villa Chalcatongo de Hidalgo, 18,9 km norr om Cabecera de Cañada. I omgivningarna runt Cabecera de Cañada växer huvudsakligen savannskog.